# Đại học Walailak
Đại học Walailak được thành lập năm 1992, (tiếng Thái: มหาวิทยาลัยวลัยลักษณ์) là một trường đại học công lập ở Huyện Tha Sala, tỉnh Nakhon Si Thammarat, Thái Lan. Dù được nhà nước bao cấp, Đại học Walailak University cũng được tự chủ như các trường công lập khác ở Thái Lan. Đại học Walailak có 8 khoa và viện:
- Công nghệ Nông nghiệp
- Y tế Công cộng và Khoa học Y tế Tiếp cận
- Quản lý Tài nguyên và Kỹ thuật
- Tin học
- Nghệ thuật Tự do
- Quản trị Kinh doanh
- Điều dưỡng
- Khoa học.

Trường được đặt tên theo tên của Công chúa Chulabhorn Walailak.